# Frederika Cull
Frederika Alexis Cull (Yakarta, Indonesia; 5 de octubre de 1999) es una actriz y modelo australiana-indonesia, portadora del título Puteri Indonesia 2019. Frederika representó a Indonesia en Miss Universo 2019 donde quedó entre las 10 semifinalistas

## Vida y educación
Cull nació en Yakarta de un padre australiano nacido en Gran Bretaña y una madre indonesia, de Lampung. Creció en Gold Coast, Australia, completando allí su educación básica. Luego se mudó a Yakarta para trabajar como modelo y permanecer en el país dentro del período de tiempo requerido para poder unirse al Puteri Indonesia 2019.

## Pasión
Cull es una amante de los perros que ha salvado a más de 100 perros del comercio de perros en Indonesia junto con su madre. También es la fundadora de Voice for the Voiceless, una organización no gubernamental que defiende la importancia del registro de nacimientos y proporciona certificados de nacimiento para niños necesitados. Ella ha creado su propia encuesta que consta de más de 1,000 personas que viven en chabolas en Yakarta para recopilar datos y hallazgos relacionados con el registro de nacimientos.

## Carrera

### Puteri Indonesia 2019
Cull fue coronada Puteri Indonesia 2019 en la final celebrada en el Centro de Convenciones de Yakarta, Yakarta, Indonesia, el 8 de marzo de 2019 por la titular saliente Sonia Fergina Citra. La noche de coronación fue adornada por la reinante Miss Universo 2018 Catriona Elisa Magnayon Gray de Filipinas. Cull representó a Indonesia en la 68.ª edición de Miss Universo que se realizó el 8 de diciembre de 2019, donde Miss Universo 2018 Catriona Elisa Magnayon Gray de Filipinas coronó a su sucesora Zozibini Tunzi de Sudáfrica al final del concurso.

### Filmografía
Cull comenzó su carrera como actriz extra. Ella protagonizó el proyecto de cortometraje novato Buku Harian Daria (2013).